# The Rasmus
«The Rasmus» — финская рок-группа, сформированная в 1994 году в городе Хельсинки, когда участники группы ещё учились в школе. Основана была Лаури Юлёненом (в русскоязычных СМИ его фамилия обычно неправильно пишется как Илонен), Ээро Хейноненом, Паули Рантасалми и Ярно Лахти. Лахти был в группе до 1995 года, после ухода его заменил Янне Хейсканен. Хейсканен ушёл из группы в 1999 году, и вскоре его заменил Аки Хакала. Паули Рантасалми покинул группу и был заменен гитаристкой Эмппу Сухонен в 2022 году. Было продано 5 миллионов копий альбомов по всему миру, из которых, около 350 000 копий на территории Финляндии. Они получили множество наград, как финских, так и международных. Группа наиболее известна своим хитом 2003 года, песней «In the Shadows».

## История группы

### Формирование и первые альбомы (1994—1997)
Еще в школе Лаури Юленен, Ээро Хейнонен, Паули Рантасалми и Ярно Лахти создали группу «Rasmus». Группа отыграла свой первый концерт на школьной предрождественской вечеринке, которая состоялась 23 декабря 1994 года. В 1995 году Ярно покинул группу, и его место занял Янне Хейсканен. В декабре 1995 года они выпустили свой дебютный мини-альбом 1st, который состоит из четырёх песен «Funky Jam», «Myself», «Frog» и «Rakkauslaulu». Всего за несколько недель EP разошёлся тиражом в 1000 экземпляров. EP первоначально был выпущен независимо с помощью лейбла Teja G. Records, но в 1996 году группа подписала контракт с лейблом Warner Music Group и мини-альбом был переиздан этим же лейблом. Группа также записала песню «Don’t Shut The Door», которая оставалась неиспользованной до тех пор, пока не была переписана и переименована в 2009 году как «October & April» для их сборника Best of 2001-2009. В 1996 году The Rasmus выпустили свой дебютный студийный альбом Peep лейблом Warner Music Finland. Альбом был впервые выпущен в Финляндии 23 сентября, где он получил статус «золотого диска». В поддержку альбома группа сыграла ряд концертов, а также выступала в Эстонии и России. Позже, в 1996 году, группа выпустила еще два EP, 2nd и 3rd. Несмотря на то, что 3rd был выпущен как мини-альбом, он занял 8-е место в финском чарте синглов позже в 1996 году. В 1997 году группа выиграла награду EMMA (финский эквивалент Грэмми) как лучший дебютант 1996 года. 29 августа 1997 года Rasmus выпустили свой второй студийный альбом Playboys. Он и сингл «Blue» получили «золотой» статус в Финляндии.

### Изменение музыкального стиля и подписание контракта с Playground Music (1998—2000)
1998 год ознаменовался выходом третьего альбома группы Rasmus Hell of a Tester. Альбом был выпущен 2 ноября и ознаменовал собой смену их музыкального стиля с фанк-рока на более «мягкий» рок. Альбом получил «золотой» статус в Финляндии. Песня «Liquid», выпущенная как сингл в сентябре 1998 года, была популярной у группы и попала в топ-40 на MTV Nordic. Она была признана синглом года в 1998 году, а в 1999 году получила награду Finnish Music Video Awards. Лаури написал песню «Liquid» на финском острове Лауттасаари. Группа также написала материал на тему религии, который никогда не был записан или выпущен. В 1999 году Rasmus были хедлайнерами крупных фестивалей в Финляндии. Янне Хейсканен покинул группу после того, как они отыграли свой последний концерт. Янне решил уединиться в медитации в Индии, где прожил несколько лет. Это привело группу к беспорядку и Rasmus были на грани распада. Аки Хакала, который ранее торговал сувенирами The Rasmus, заменил Энне Хейсканен на барабанах. Вместе с группами Killer и Kwan они создали объединение Dynasty для укрепления сотрудничества между группами и их участниками, а также для привлечения других малоизвестных финских групп. В 2000 году группа сменила своё название с «Rasmus» на «The Rasmus», чтобы избежать путаницы со шведским диджеем Расмусом Гарделлом. В конце 1999 года менеджер The Cardigans Петри Х. Лунден порекомендовал группу Ларсу Тенгроту, директору нового шведского независимого лейбла Playground Music. Тенгрот поехал в Хельсинки, чтобы посмотреть как они играют вживую и, как позже сказал HitQuarters, что он «сразу же влюбился в них». Выпустив три альбома в Финляндии и добившись скромного успеха, они хотели развивать свою карьеру за пределами страны, и лейбл Playground Music согласился помочь им в этом. В конце 2000 года группа начала работать с продюсерами Мартином Хансеном и Майклом Нордом в Швеции над своим следующим альбомом, в конечном итоге полностью оставив своё прежнее звучание в стиле фанк-рок и изменив стиль на прямой поп-рок. После подписания контракта с Playground группа потратила время на разработку своих действий, чтобы удовлетворить требования международного признания. По словам Тенгрота:
Это было похоже на начало с чистого листа; мы создавали новую группу, так сказать. Они сделали много вещей, которые были для них новыми — они потратили много времени на работу над своими песнями перед записью, они впервые работали с продюсерами, и они записывались за пределами Финляндии. У них уже было сильное сценическое представление, но они приветствовали идеи по его дальнейшему улучшению.

### Intoи Hell of a Collection (2001—2002)
В октябре 2001 года The Rasmus выпустили Into — четвёртый студийный альбом и первый альбом, выпущенный лейблом Playground Music. Он также стал первым альбомом The Rasmus, который был выпущен в других европейских странах, таких как Франция и Испания и первым, записанным с новым барабанщиком Аки Хакала. Альбом достиг 1-го места в финском чарте альбомов и с него были выпущены синглы «F-F-F-Falling», «Chill», «Madness» и «Heartbreaker/Days». Все они были выпущены в 2001 году, кроме «Heartbreaker/Days», который был выпущен в 2002 году. Into стал 2-кратно платиновым в Финляндии. Из-за смены названия некоторые поклонники считают Into первым альбомом у The Rasmus. В 2001 году группа также выпустила свой первый сборник, Hell of a Collection, состоящий из восемнадцати песен, почти все из которых были переработанными версиями песен с предыдущих трёх альбомов. Исключение составляют финальный трек «Liquid» (Demo), представляющий собой демо-версию их хита «Liquid», а также песни «F-F-F-Falling» и «Chill», которые стали первыми новыми песнями, выпущенными после того, как Аки заменил Янне. Они выиграли четыре награды от EMMA в 2002 году за «Лучшую группу», «Лучший альбом», «Лучший поп/рок альбом» и «Лучшую песню» (F-F-F-Falling).

### Dead Lettersи Live Letters (2003—2004)
21 марта 2003 года The Rasmus выпустили свой пятый студийный альбом Dead Letters. Альбом разошёлся тиражом в 1,5 миллиона экземпляров по всему миру и ознаменовал собой главный коммерческий успех группы, получив 8 золотых и 6 платиновых наград. Ведущий сингл «In the Shadows» получил 6 золотых и 2 платиновых сертификата, продав более 1 миллиона копий тем самым побив рекорд по гонорарам исполнителей, полученным за границей на финскую композицию (обогнав работы Яна Сибелиуса). Коммерческий успех альбома привёл к тому, что группа получила множество музыкальных наград по всей Европе, победив в номинации «Лучший скандинавский исполнитель» в 2003 году на церемонии MTV EMA 2003, а также пять финских наград от EMMA за Лучшую группу, Лучший альбом, Лучшее видео (In My Life), Лучшего исполнителя в 2004 году. Они награждены премией ECHO как «Лучший международный дебютант» и также получили награду за «Лучший международный исполнитель» на MTV Russia Music Awards 2004 года. Песня «In the Shadows» была в списке номинантов на премию Kerrang! За Лучший Сингл в 2004 году. Такой успех привёл к обширным гастролям по всему миру. В 2004 году они выпустили свой первый концертный DVD Live Letters, который был снят на Gampel Open Air в Швейцарии 21 августа 2004 года.

### Hide from the Sun(2005—2006)
12 сентября 2005 года The Rasmus выпустили свой шестой студийный альбом Hide from the Sun. Альбом получил «платиновый» статус в Финляндии и разошёлся тиражом более 15 000 экземпляров только в Великобритании. В целом, копии альбома Hide from The Sun разошлись тиражом в 500 000 экземпляров по всему миру. Группа выиграла премию Eska Music Awards (EMA) в номинации «Лучшая рок-группа» и выступила на церемонии награждения в 2006 году. Они также были номинированы в категориях «Рок-альбом года», «Песня года» (No Fear), «Лучшая финская группа» на премии EMMA в 2006 году. Басист Ээро Хейнонен выпустил свой сольный альбом Making Waves со своим сайд-проектом Hay & Stone 20 сентября 2006 года.

### Black Roses(2007—2008)
The Rasmus продолжали гастролировать в течение всего 2007 года. Группа познакомилась с Дезмондом Чайлдом в Доминиканской Республике, который начал работать с группой над продюсированием их седьмого студийного альбома. 2007 год также ознаменовал начало карьеры Ээро Хейнонена в качестве музыкального видеорежиссёра.
Black Roses был выпущен 24 сентября 2008 года. Он сразу же заменил альбом Death Magnetic метал-группы Metallica на вершине финского хит-парада альбомов и через неделю стал золотым.
Первоначально планировалось, что альбом выйдет в марте того же года, но он был отложен из-за новых песен, которые группа всё же хотела записать, включая ведущий сингл «Livin' in a World Without You». Звучание альбома получилось менее тяжёлое, чем у Hide from The Sun. Однако, такие песни альбома как «Ten Black Roses», «The Fight» и «Lost and Lonely», содержат элементы симфонического рока/метала. Второй сингл с альбома, «Justify», был выпущен 2009 году. Копий альбома Black Roses разошлись тиражом в 350 000 экземпляров по всему миру.

### Best of 2001—2009(2009—2010)
28 ноября 2009 года группа выпустила свой второй сборник Best of 2001-2009, в который вошли песни, записанные в период с 2001 по 2009 года. В нём есть новая неизданная песня под названием «October & April», записанная при участии Анетты Ользон. Эта песня была записана во время записи Black Roses, но не вошла в него, так как не соответствовала концепции альбома.
В начале 2010 года The Rasmus приступили к работе над своим следующим альбомом, который будет выпущен другим лейблом в связи с их разрывом контракта с Playground Music, который произошёл в конце 2009 года.

### New World иThe Rasmus(2011—2012)
30 марта Лаури Юленен 2011 году выпустил сольный альбом New World, а первый сингл «Heavy» был выпущен в феврале того же года. Премьера материала состоялась на ежегодном гала-концерте EMMA 26 февраля 2011 года. Юленен заявил, что он хотел бы, чтобы несколько песен, которые не подходят для The Rasmus, были включены в основной альбом, а не демо. Альбом продюсировали самостоятельно с их лейблом звукозаписи «Dynasty». Альбом занял 2-е место в финском чарте альбомов. В 2011 году The Rasmus подписали контракт с Universal Music Group. Вскоре после того, как The Rasmus выпустили свой восьмой студийный альбом, вокалист Лаури Юленен заявил, что они намерены вернуться к звучанию одного из своих предыдущих альбомов, Into. Песня «I’m a Mess», которая была выпущена как первый сингл с альбома, была впервые исполнена 25 февраля 2012 года во время финала Евровидения 2012, а также стала официальной песней для чемпионата Европы по легкой атлетике, который проходил в 2012 году. Восьмой студийный одноимённый альбом группы The Rasmus был выпущен 18 апреля 2012 года в нескольких странах Европы. Песня «Stranger» была выпущена как второй сингл 15 мая 2012 года. Альбом был переиздан осенью 2012 года и включал в себя песню «Mysteria», которая была выпущена как третий сингл 24 сентября 2012 года. Позже группа выиграла две премии от EMMA за «Лучшую обложку альбома» и «Лучшее музыкальное видео» (I’m a Mess).

### Dark Matters(2016—2018)
В сентябре и октябре 2016 года The Rasmus опубликовали посты с фотографиями из студии, показывающие, что они записывают девятый студийный альбом, Dark Matters, который был выпущен 6 октября 2017 года. Первый сингл с альбома, «Paradise», был выпущен 31 марта 2017 года.
17 августа 2018 года на официальной странице Facebook было объявлено, что 14 сентября выйдет новый сингл под названием «Holy Grail».

### Dead Letters 15th Anniversary Tour(2019 — настоящее время)
10 октября 2019 года во время юбилейного тура альбома Dead Letters в Рок-Сити в Ноттингеме Лаури заявил, что группа работает над новым материалом для будущего альбома.
В январе 2022 года стало известно, что группа выиграла в финском отборочном туре «UMK», а затем представила Финляндию на песенном конкурсе «Евровидение-2022» с композицией «Jezebel».

## Состав

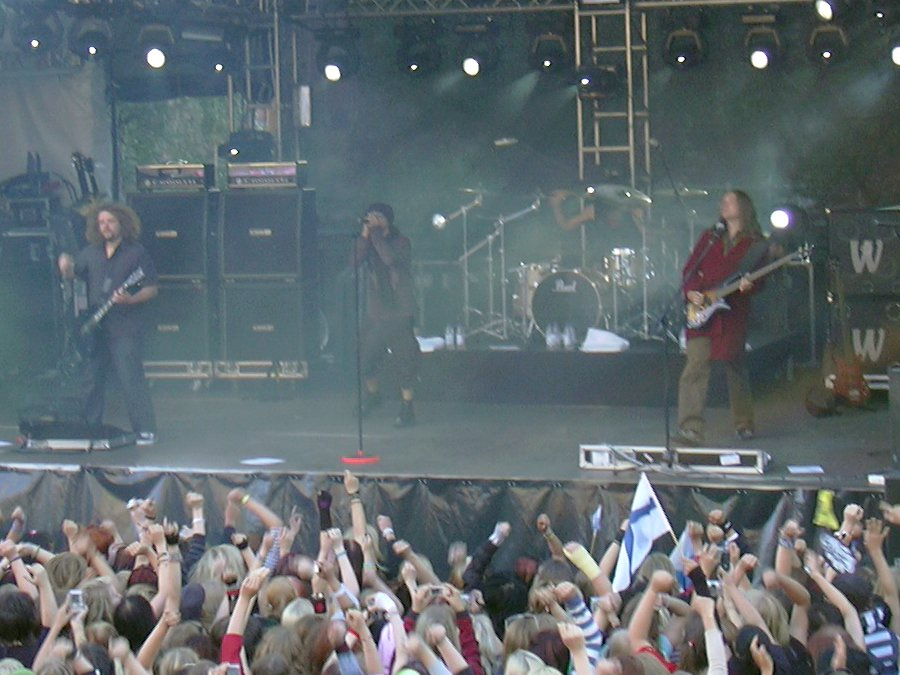
The Rasmus на концерте в Тампере в 2006 году.

### Текущий состав
- Лаури Юлёнен — вокал (1994 — настоящее время)
- Ээро Хейнонен — бас-гитара, бэк-вокал (1994 — настоящее время)
- Аки Хакала — барабаны (1999 — настоящее время)
- Эмилия «Эмппу» Сухонен[фин.] — гитара (2022 — настоящее время)

### Бывшие участники
- Паули Рантасалми — гитара (1994 — 2022)
- Янне Хейсканен — барабаны (1995 — 1999)
- Ярно Лахти — барабаны (1994 — 1995)

Временная шкала

## Дискография
Студийные альбомы
- Peep (1996)
- Playboys (1997)
- Hell of a Tester (1998)
- Into (2001)
- Dead Letters (2003)
- Hide from the Sun (2005)
- Black Roses (2008)
- The Rasmus (2012)
- Dark Matters (2017)
- Rise (2022)
- Weirdo (2025)

## Туры
| Год  | Название тура                 | Страны | Города | Концерты |
| ---- | ----------------------------- | ------ | ------ | -------- |
| 2003 | Dead Letters Tour             | 29     | 107    | 296      |
| 2005 | Hide from the Sun Tour        | 36     | 110    | 249      |
| 2009 | Black Roses Tour              |        |        |          |
| 2012 | The Rasmus Tour               |        |        |          |
| 2017 | Dark Matters Tour             |        |        | 69       |
| 2019 | Dead Letters Anniversary Tour | 18     | 31     | 31       |